# Škalić Zagorski
Škalić Zagorski – wieś w Chorwacji, w żupanii krapińsko-zagorskiej, w gminie Desinić. W 2011 roku liczyła 22 mieszkańców.